# Д.Ж.А.Р.В.І.С.
Д.Ж.А.Р.В.І.С. (англ. J.A.R.V.I.S., англ. Just a Rather Very Intelligent System) — вигаданий персонаж фільмів Кіновсесвіту Marvel, озвучений Полом Беттані.

## Історія
Д.Ж.А.Р.В.І.С. вперше представлений у фільмах медіафраншизи «Кіновсесвіт Marvel», де його озвучує Пол Беттані. Створений за зразком Г.О.М.Е.Р.а з коміксів, Д.Ж.А.Р.В.І.С. представлений як складний ШІ-помічник, на відміну від його людського тезки. Це було зроблено, щоб уникнути схожості з Альфредом Пеннівортом і Бетменом. Беттані визнає, що він погано уявляв собі, в чому полягала роль, навіть коли записував її, просто роблячи це як послугу Джону Фавро.

### Д.Ж.А.Р.В.І.С.
Персонаж дебютує у фільмі «Залізна людина» (2008), а потім з'являється у фільмі «Залізна людина 2» (2010), фільмі «Месники» (2012) і фільмі «Залізна людина 3» (2013). Д.Ж.А.Р.В.І.С. — це штучний інтелект, який функціонує як помічник Тоні Старка, керує і піклується про всі внутрішні системи будівель Старка і костюми Залізної людини. У романізації Пітера Девіда «Залізна людина» йдеться про те, що J.A.R.V.I.S. є абревіатурою «Just A Rather Very Intelligent System». Д.Ж.А.Р.В.І.С. також з'являється в атракціоні Innovations в Діснейленді.

### «Месники: Ера Альтрона»
У фільмі «Месники: Ера Альтрона» (2015) Д.Ж.А.Р.В.І.С. знищується Альтроном, але завдяки можливості перенесення своєї «свідомості» всім інтернетом, протоколи безпеки затримують спробу Альтрона отримати доступ до кодів ядерного запуску Землі. Старк знаходить його, відновлює і разом з Брюсом Беннером використовує Д.Ж.А.Р.В.І.С.а в якості основного програмного забезпечення для андроїда Віжена, в той час, як П'ЯТНИЦЯ займає його місце як помічниці Старка. Після набуття фізичного тіла, Д.Ж.А.Р.В.І.С. не вважає себе більше штучним інтелектом і бере собі ім'я «Віжен».

## Інші версії

### «День М»
У серії «День М: Залізна людина» система штучного інтелекту в костюмі Тоні Старка називається «Джарвіс», попередня версія штучного інтелекту, представлена в медіафраншизі «Кіновсесвіт Marvel».

### Ultimate Marvel
У реальності Ultimate Marvel Д.Ж.А.Р.В.І.С. був помітний, коли Людині-павуку надали кілька нових вебшутерів від Залізної людини.

### Земля-13584
На Землі-13584, Д.Ж.А.Р.В.І.С. допомагає Залізній людині в підтримці Залізної зони.

### Ера Альтрона
Під час сюжетної лінії «Ера Альтрона», версія Д.Ж.А.Р.В.І.С.а із Землі-26111 використовувалася Залізною людиною для сканування спогадів Невидимої леді та Росомахи, де він дізнається про альтернативну реальність Землі-61112.